# Кузьмович Теофіл-Ізидор Васильович
Теофіл-Ізидор Васильович Кузьмович (19 липня 1906, м. Тернопіль — 16 квітня 2001, Детройт) — український художник. Закінчив Академію красних мистецтв у м. Варшава (1932, Польща).

## Життєпис
Під час навчання почав виставкову діяльність: міста Бухарест (Румунія; «Акт»), Париж (Франція; «Грифон», бронза).
Після закінчення академії пройшов педагогічний курс. Працював у середніх школах Варшави; звільнений із посади як українець.
У 1970-их емігрував із Польщі до США (шт. Мічиган). 1994 надіслав у ТОХМ 17 праць, зокрема:
- «Зима. Тернопіль» (1928),
- «Осінній краєвид» (1980-і),
- «Зима в горах»,
- «Палац у Підгірцях»,
- «Заметіль»,
- «Портрет невідомого» (всі — олія),
- рисунок «Краєвид з деревами» (туш, перо).